# Rosanna Raymond
Pour les articles homonymes, voir Raymond.
Rosanna Raymond née en 1967, est une artiste, poètesse, curatrice néo-zélandaise. Elle fait partie du collectif Pacific Sisters pour affirmer, exprimer et développer un art contemporain maori et du Pacifique.

## Biographie
Rosanna Raymond est née en 1967 à Auckland, en Nouvelle-Zélande . Elle a vécu à Londres pendant 10 ans. Elle fait partie du collectif Pacific Sisters, créé en 1992, pour donner de la visibilité et un espace d'expression, à l'art contemporain maori et du Pacifique,.
En 2010, Rosanna Raymond lance le projet SaVage K'lub à Queensland Art Gallery. Elle s'inspire d'un club du XIXe siècle réservé aux hommes, à Londres. Elle enlève l'aspect genré, élitiste, exclusif. Elle en fait un espace d'installation ouvert à différents artistes du Pacifique et des communautés locales, dont Ani O'Neill, Grace Taylor et Suzanne Tamaki. Le VA contenu dans le titre fait référence à une notion des îles Samoa qui désigne un espace activé par les personnes présentes et leurs interactions.
En 2008, elle est curatrice avec Amiria Manutahi Salmond, de l'exposition Pasifika Styles : Artists Inside the Museum, qui est proposé au Museum of Archaeology and Anthropology, University of Cambridge (en). Les artistes sont invités à travailler avec la collection du musée et à créer un dialogue pour favoriser les échanges.
En 2017, elle est professeure associée de recherche au département d'anthropologie de l'University College de Londres.
En 2021, elle soutient à l'Université de technologie d'Auckland, la thèse intitulée C o n s e r . V Ā . t i o n | A c t i . V Ā . t i o n Museums, the body and Indigenous Moana art practice.
Les œuvres de Rosanna Raymond sont conservées dans la collection du Musée de Nouvelle-Zélande Te Papa Tongarewa et de la Auckland Art Gallery Toi o Tāmaki.

## Expositions
- ethKnocentrix, October Gallery, Londres, 2009
- Face a Face, Galeria Meyer Oceanic Art, Tahiti, 2011
- Dead pigs don't grow on trees, Mangere Arts Centre NgÄ Tohu o Uenuku, Auckland, 2014
- Fa'amania, Artstation, 2014
- The Asia Pacific Triennial, QAGOMA, Australie, 2015

## Commissaire d'expositions
- Pasifika Styles, Cambridge University Museum of Archaeology and Anthropology's, 2006
- Ata Te Tangata, 2016[10]
- Fa'aliga: Beyond The Grass Skirt, Pacific Dance Festival, 2018[11]
- Tautai x Blak Dot, Niu Trans-Pacific Exhibition headed to Naarm, Melbourne, 2019[12]

## Distinctions
- Senior Pacific Artist Award Winner, Creative New Zealand, 2018[13]